# Тудор-Владіміреску (Олт)
Тудор-Владіміреску (рум. Tudor Vladimirescu) — село у повіті Олт в Румунії. Адміністративно підпорядковане місту Корабія.
Село розташоване на відстані 144 км на південний захід від Бухареста, 68 км на південь від Слатіни, 77 км на південний схід від Крайови.

## Населення
За даними перепису населення 2002 року у селі проживали 707 осіб, з них 706 осіб (99,9%) румунів. Рідною мовою 706 осіб (99,9%) назвали румунську.